# Fort Macleod

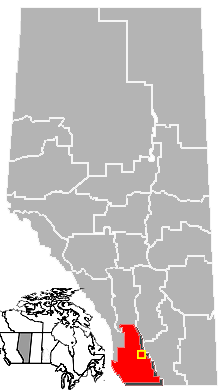
Localização de Fort Macleod em Alberta.

Fort Macleod é um município canadense localizado no sudoeste da província de Alberta. Sua população, em 2005, era de 2.990 habitantes.